# Les Lavandières (Boucher)
Pour les articles homonymes, voir Les Lavandières.
Les Lavandières est un tableau réalisé par le peintre français François Boucher vers 1730. De format horizontal, cette huile sur toile est une scène de genre qui représente des lavandières près d'une fontaine, dans un paysage rural. Propriété de l'Académie des sciences, belles-lettres et arts de Clermont-Ferrand, dans le Puy-de-Dôme, l'œuvre est déposée depuis 1967 au musée d'Art Roger-Quilliot de Clermont-Ferrand.
Boucher revient à plusieurs reprises sur le thème des lavandières après ce premier tableau de jeunesse. En 1760, il réalise par exemple les Lavandières dans un paysage, une toile conservée au Clark Art Institute, à Williamstown, dans le Massachusetts, aux États-Unis. En 1768, il exécute cette fois Les Lavandières du Metropolitan Museum of Art, à New York, dans l'État de New York.

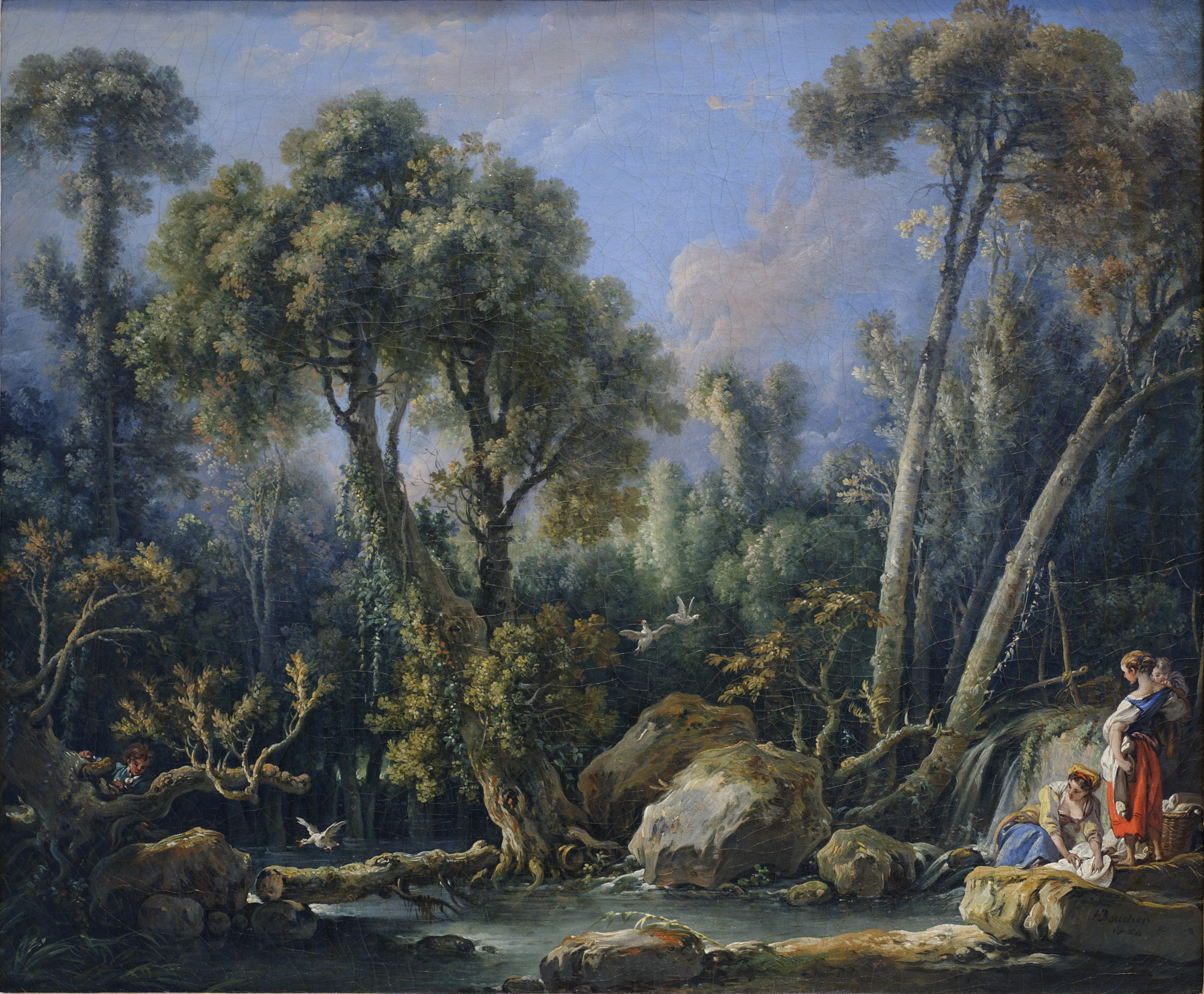
Lavandières dans un paysage, 1760 – Clark Art Institute, Williamstown.
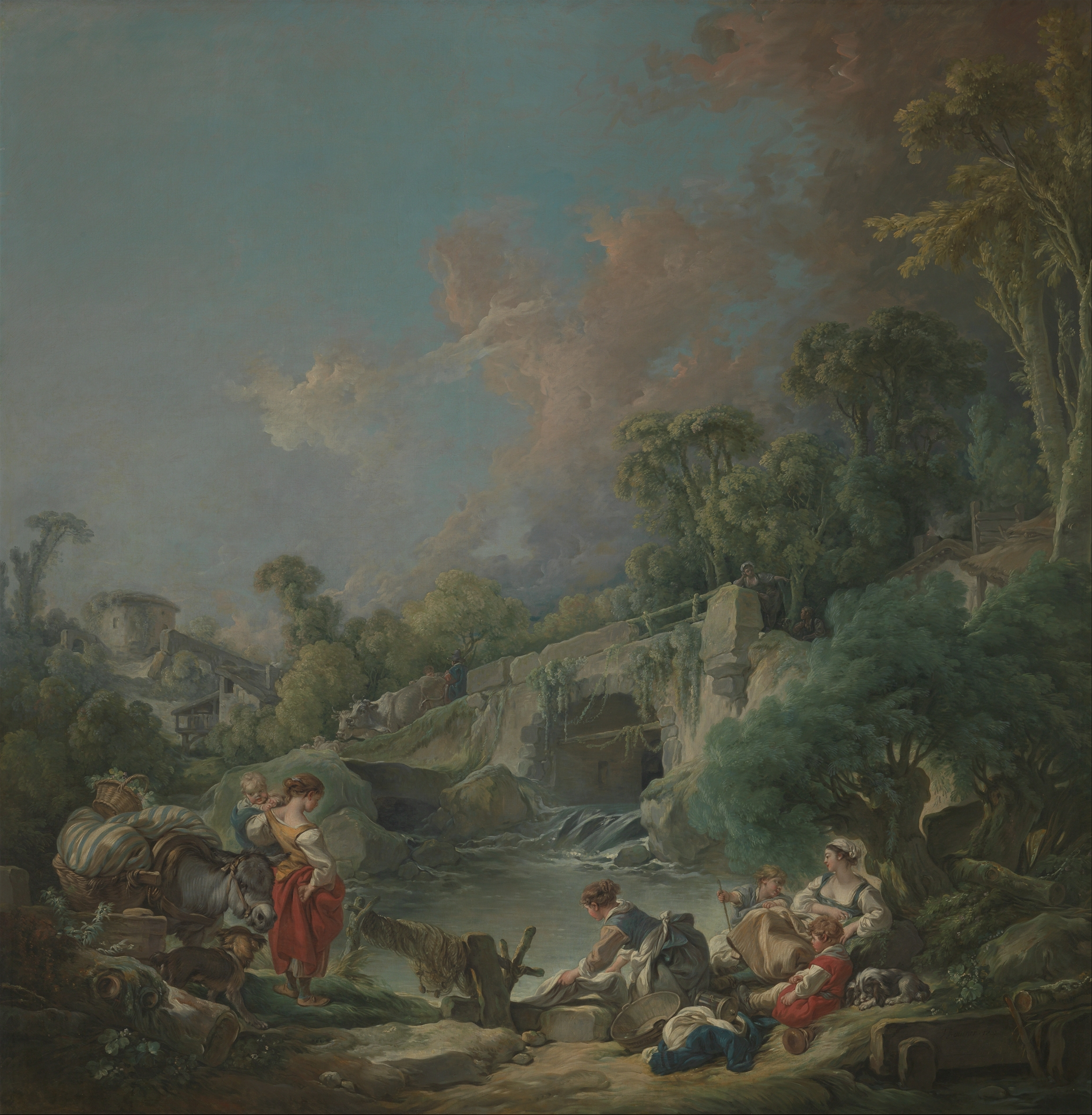
Les Lavandières, 1768 – Metropolitan Museum of Art, New York.